# Tedj Bensaoula
Tedj Bensaoula (arab. تدج بنسؤولة; ur. 1 grudnia 1954 w Hammam Bu Hadżar) – algierski piłkarz występujący na pozycji napastnika. Uczestnik Mistrzostw Świata 1982 i Mistrzostw Świata 1986.

## Kariera klubowa
Tedj Bensaoula piłkarską karierę rozpoczął w klubie IR Hammam Bouhadjar. W 1977 przeszedł do MP Oran. W 1983 przeszedł do francuskiego Le Havre AC i grał w nim przez trzy lata. W latach 1986–1987 był zawodnikiem USL Dunkerque, w którym zakończył karierę w 1987 roku.

## Kariera reprezentacyjna
Tedj Bensaoula występował w reprezentacji Algierii w latach osiemdziesiątych.
W 1980 roku Tedj Bensaoula zdobył z reprezentacją wicemistrzostwo Afryki, przegrywając jedynie w finale z reprezentacją Nigerii.
W tym samym roku Tedj Bensaoula uczestniczył w Igrzyskach Olimpijskich w Moskwie. W turnieju piłkarskim wystąpił we wszystkich meczach grupowych oraz przegranym 0-3 spotkaniu ćwierćfinałowym z reprezentacją Jugosławii.
Z reprezentacją Algierii uczestniczył w zwycięskich eliminacjach do Mistrzostw Świata 1982.
Na Mundialu był wystąpił we wszystkich trzech meczach grupowych z: reprezentację RFN 2-1, reprezentacją Austrii 0-2 oraz z reprezentacją Chile 3-2.
Później uczestniczył w zwycięskich eliminacjach Mistrzostw Świata 1986. 
Na Mundialu wystąpił w meczu grupowym z reprezentacją Brazylii 0-1.